# Crepidium sagittiflorum
Crepidium sagittiflorum là một loài thực vật có hoa trong họ Lan. Loài này được (Blume ex J.J.Sm.) Marg. mô tả khoa học đầu tiên năm 2002.